# Túmulo de Humaium
O Túmulo de Humaium ou Humayun é o mais antigo mausoléu mogol de Deli e uma das mais extraordinárias construções históricas da cidade. Foi a primeira das grandes construções do período mogol. O mausoléu foi mandado construir pela viúva de Humayun no século XVI em honra do seu marido. É declarado pela UNESCO como parte do património mundial.
A sua importância arquitetónica-paisagística é vista sobretudo no fato de ter fundamentado a concepção que une mausoléus a jardins. Assim, seria também modelo do Taj Mahal, em Agra.